# صادق حميد علوش
الدكتور صادق حميد حسن علوش (1933 في الحلة - 19 يناير  2021) هو طبيب و عسكري و وزير عراقي، كان عضوا في حزب البعث العربي الاشتراكي وانتمى مبكرا، لكنه لم يكن بارزا.
درس الطب في المملكة المتحدة، وعمل طبيبا في بغداد منذ سنة 1963، وشغل منصب مدير مدينة الطب في بغداد للفترة 1975-1979، وشغل مناصب رئيس الجمعية الطبية ونقيب الأطباء، ثم شغل منصب وزير الصحة للفترة من 27 تموز 1982 لغاية 11 أيار 1988. أقيل بعدها وشغل منصب مستشار، بالإضافة لعضوية فرع بغداد لحزب البعث.
يرتبط صادق علوش بمصاهرة مع وزير العدل الأسبق مالك دوهان الحسن، حيث أن أنس مالك دوهان الحسن متزوج من ابنة الدكتور صادق.

## وفاته
توفي يوم الأربعاء 20 يناير 2021 ميلاديّا، الموافق 7 جمادى الآخرة 1442 هجريّا، عن عمر ناهز 88 عامًا.